# Agustín Rodríguez
Agustín Rodríguez Santiago ou tout simplement Agustín (né le 10 septembre 1959 à Marín en Galice) est un footballeur espagnol, qui évoluait au poste de gardien de but.

## Biographie

### Club
Formé par le club de la capitale du Real Madrid, il fait ses grands débuts en Liga le 4 avril 1981 lors d'un match contre l'UD Salamanca, profitant de la blessure du gardien titulaire Mariano García Remón.
Agustín remporte le Trophée Zamora lors de la saison 1982–83 (29 matchs, 25 buts encaissés).

### Carrière internationale
Agustín prend part aux Jeux olympiques pour l'Espagne en 1980.
L'année d'avant, il avait aidé l'Espagne à atteindre les huitièmes de finale de la Coupe du monde de football des moins de 20 ans 1979.

## Palmarès
Real Madrid
- Coupe UEFA : 1984-85, 1985-86
- Championnat d'Espagne : 1985-86, 1986-87, 1987-88, 1988-89, 1989-90
- Coupe d'Espagne : 1981-82, 1988-89 ; Finaliste 1979-80
- Supercoupe d'Espagne : 1988, 1989
- Coupe de la Ligue : 1984-85
- Ligue des champions : Finaliste 1980-81

Individuel
- Trophée Zamora : 1982-83